# Црвени глог
Црвени глог (лат. Crataegus laevigata), је листопадни жбун или ниско дрво из породице ружа (Rosaceae).
Раније је често коришћен синонимни стручни назив: глогов цвет (лат. Crataegus oxyacantha) у ботаничкој литератури широм света, али је избачен из употребе јер је непрецизан, а коришћен је и за црвени (Crataegus laevigata) и за бели глог (Crataegus monogyna).